# Liste des choix de repêchages des Capitals de Washington
Cette liste contient tous les joueurs de hockey sur glace ayant été repêchés par les Capitals de Washington, franchise de la Ligue nationale de hockey. Les joueurs listés ci-dessus n'ont pas obligatoirement joué un match sous le maillot de l'équipe.
Elle regroupe les joueurs depuis le Repêchage de 1974 organisé par la LNH en 1974-1975 à aujourd'hui,. Les joueurs sont classés par année de repêchage. Les deux premières colonnes donnent le rang et le tour duquel le joueur a été repêché suivis de son nom, de sa nationalité et de sa position de jeu.

## Repêchages amateur

### 1974
| No  | Tour | Nom              | Nationalité | Position       |
| --- | ---- | ---------------- | ----------- | -------------- |
| 55  | 4e   | Paul Nicholson   | Canada      | Ailier gauche  |
| 73  | 5e   | Jack Patterson   | Canada      | Attaquant      |
| 91  | 6e   | Brian Kinsella   | Canada      | Centre         |
| 109 | 7e   | Garth Malarchuk  | Canada      | Gardien de but |
| 127 | 8e   | John Nazar       | Canada      | Ailier gauche  |
| 144 | 9e   | Kelvin Erickson  | Canada      | Gardien de but |
| 161 | 10e  | Tony White       | Canada      | Ailier gauche  |
| 176 | 11e  | Ron Pronchuk     | Canada      | Défenseur      |
| 190 | 12e  | Dave McKee       | Canada      | Ailier droit   |
| 202 | 13e  | Scott Mabley     | Canada      | Défenseur      |
| 212 | 14e  | Bernard Plante   | Canada      | Ailier gauche  |
| 220 | 15e  | Jacques Chiasson | Canada      | Ailier gauche  |
| 225 | 16e  | Bill Bell        | Canada      | Ailier gauche  |
| 228 | 17e  | Bob Blanchet     | Canada      | Gardien de but |
| 231 | 18e  | Johnny Bower     | Canada      | Défenseur      |
| 234 | 19e  | Yves Plouffe     | Canada      | Défenseur      |
| 237 | 20e  | Terry Bozack     | Canada      | Défenseur      |
| 240 | 21e  | Gordie Cole      | Canada      | Ailier gauche  |
| 242 | 22e  | Mike Cosentino   | Canada      | Centre         |
| 244 | 23e  | John Duncan      | Canada      | Défenseur      |
| 246 | 24e  | Barry Kerfoot    | Canada      | Ailier droit   |
| 247 | 25e  | Ron Poole        | Canada      | Centre         |

### 1975
| No  | Tour | Nom            | Nationalité | Position       |
| --- | ---- | -------------- | ----------- | -------------- |
| 18  | 1er  | Alex Forsyth   | Canada      | Centre         |
| 19  | 2e   | Peter Scamurra | États-Unis  | Défenseur      |
| 55  | 4e   | Blair MacKasey | Canada      | Défenseur      |
| 73  | 5e   | Craig Crawford | Canada      | Centre         |
| 91  | 6e   | Roger Swanson  | Canada      | Gardien de but |
| 109 | 7e   | Clark Jantzie  | Canada      | Attaquant      |
| 127 | 8e   | Mike Fryia     | Canada      | Attaquant      |
| 144 | 9e   | Jim Ofrim      | Canada      | Centre         |
| 161 | 10e  | Mal Zinger     | Canada      | Ailier droit   |

### 1976
| No  | Tour | Nom            | Nationalité | Position       |
| --- | ---- | -------------- | ----------- | -------------- |
| 1   | 1er  | Rick Green     | Canada      | Défenseur      |
| 15  | 1er  | Greg Carroll   | Canada      | Centre         |
| 37  | 3e   | Tom Rowe       | États-Unis  | Ailier droit   |
| 55  | 4e   | Al Glendenning | Canada      | Défenseur      |
| 73  | 5e   | Douglas Patey  | Canada      | Ailier droit   |
| 91  | 6e   | Jim Bedard     | Canada      | Gardien de but |
| 100 | 6e   | Don Wilson     | Canada      | Défenseur      |
| 109 | 7e   | Dale Rideout   | Canada      | Gardien de but |
| 119 | 8e   | Allan Dumba    | Canada      | Ailier droit   |

### 1977
| No  | Tour | Nom              | Nationalité | Position       |
| --- | ---- | ---------------- | ----------- | -------------- |
| 3   | 1er  | Robert Picard    | Canada      | Défenseur      |
| 21  | 2e   | Mark Lofthouse   | Canada      | Ailier droit   |
| 39  | 3e   | Joseph Godin     | Canada      | Ailier droit   |
| 57  | 4e   | Nelson Burton    | Canada      | Ailier gauche  |
| 75  | 5e   | Denis Turcotte   | Canada      | Centre         |
| 93  | 6e   | Perry Schnarr    | Canada      | Ailier droit   |
| 111 | 7e   | Rollie Boutin    | Canada      | Gardien de but |
| 127 | 8e   | Brent Tremblay   | Canada      | Défenseur      |
| 143 | 9e   | Don Micheletti   | États-Unis  | Ailier gauche  |
| 156 | 10e  | Archie Henderson | Canada      | Ailier droit   |

### 1978
| No  | Tour | Nom                  | Nationalité | Position       |
| --- | ---- | -------------------- | ----------- | -------------- |
| 2   | 1er  | Ryan Walter          | Canada      | Centre         |
| 18  | 1er  | Tim Coulis           | Canada      | Ailier gauche  |
| 20  | 2e   | Paul Mulvey          | Canada      | Ailier gauche  |
| 23  | 2e   | Paul MacKinnon       | Canada      | Défenseur      |
| 38  | 3e   | Glen Currie          | Canada      | Centre         |
| 45  | 3e   | Jay Johnston         | Canada      | Défenseur      |
| 55  | 4e   | Bengt-Åke Gustafsson | Suède       | Ailier droit   |
| 71  | 5e   | Lou Franceschetti    | Canada      | Ailier gauche  |
| 88  | 6e   | Vincent Magnan       | Canada      | Ailier gauche  |
| 105 | 7e   | Mats Hallin          | Suède       | Centre         |
| 122 | 8e   | Richard Sirois       | Canada      | Gardien de but |
| 139 | 9e   | Denis Pomerleau      | Canada      | Ailier droit   |
| 156 | 10e  | Barry Heard          | Canada      | Gardien de but |
| 172 | 11e  | Mark Toffolo         | États-Unis  | Défenseur      |
| 187 | 12e  | Paul Hogan           | Canada      | Ailier gauche  |
| 189 | 12e  | Steve Barger         | États-Unis  | Ailier droit   |
| 202 | 13e  | Rod Pacholzuk        | Canada      | Défenseur      |
| 213 | 14e  | Wes Jarvis           | Canada      | Centre         |
| 215 | 14e  | Ray Irwin            | Canada      | Défenseur      |

## Repêchages d'entrée

### 1979
| No  | Tour | Nom           | Nationalité | Position      |
| --- | ---- | ------------- | ----------- | ------------- |
| 4   | 1er  | Mike Gartner  | Canada      | Ailier droit  |
| 24  | 2e   | Errol Rausse  | Canada      | Ailier gauche |
| 67  | 4e   | Harvie Pocza  | Canada      | Ailier gauche |
| 88  | 5e   | Tim Tookey    | Canada      | Centre        |
| 109 | 6e   | Greg Theberge | Canada      | Défenseur     |

### 1980
| No  | Tour | Nom              | Nationalité | Position      |
| --- | ---- | ---------------- | ----------- | ------------- |
| 5   | 1er  | Darren Veitch    | Canada      | Défenseur     |
| 47  | 3e   | Dan Miele        | Canada      | Ailier droit  |
| 55  | 3e   | Torrie Robertson | Canada      | Ailier gauche |
| 89  | 5e   | Timo Blomqvist   | Finlande    | Défenseur     |
| 110 | 6e   | Todd Bidner      | Canada      | Ailier gauche |
| 131 | 7e   | Frank Perkins    | États-Unis  | Ailier droit  |
| 152 | 8e   | Bruce Raboin     | États-Unis  | Défenseur     |
| 173 | 9e   | Peter Andersson  | Suède       | Défenseur     |
| 194 | 10e  | Tony Camazzola   | Canada      | Défenseur     |

### 1981
| No  | Tour | Nom                | Nationalité | Position       |
| --- | ---- | ------------------ | ----------- | -------------- |
| 3   | 1er  | Bobby Carpenter    | États-Unis  | Centre         |
| 45  | 3e   | Eric Calder        | Canada      | Défenseur      |
| 68  | 4e   | Tony Kellin        | États-Unis  | Défenseur      |
| 89  | 5e   | Mike Siltala       | Canada      | Ailier droit   |
| 91  | 5e   | Peter Sidorkiewicz | Pologne     | Gardien de but |
| 110 | 6e   | Jim McGeough       | Canada      | Centre         |
| 131 | 7e   | Risto Jalo         | Finlande    | Centre         |
| 152 | 8e   | Gaétan Duchesne    | Canada      | Ailier gauche  |
| 173 | 9e   | George White       | États-Unis  | Ailier gauche  |
| 194 | 10e  | Chris Valentine    | Canada      | Centre         |

### 1982
| No  | Tour | Nom               | Nationalité     | Position       |
| --- | ---- | ----------------- | --------------- | -------------- |
| 5   | 1er  | Scott Stevens     | Canada          | Défenseur      |
| 58  | 3e   | Milan Nový        | Tchécoslovaquie | Centre         |
| 89  | 5e   | Dean Evason       | Canada          | Centre         |
| 110 | 6e   | Ed Kastelic       | Canada          | Ailier droit   |
| 152 | 8e   | Wally Schreiber   | Canada          | Ailier droit   |
| 173 | 9e   | Jamie Reeve       | Canada          | Gardien de but |
| 194 | 10e  | Juha Nurmi        | Finlande        | Centre         |
| 215 | 11e  | Wayne Prestage    | Canada          | Centre         |
| 236 | 12e  | Jon Robert Holden | Canada          | Gardien de but |
| 247 | 12e  | Marco Kallas      | États-Unis      | Centre         |

### 1983
| No  | Tour | Nom             | Nationalité | Position       |
| --- | ---- | --------------- | ----------- | -------------- |
| 75  | 4e   | Tim Bergland    | États-Unis  | Ailier droit   |
| 95  | 5e   | Martin Bouliane | Canada      | Centre         |
| 135 | 7e   | Dwaine Hutton   | Canada      | Centre         |
| 155 | 8e   | Marty Abrams    | Canada      | Gardien de but |
| 175 | 9e   | David Cowan     | États-Unis  | Ailier gauche  |
| 195 | 10e  | Yves Beaudoin   | Canada      | Défenseur      |
| 215 | 11e  | Alain Raymond   | Canada      | Gardien de but |
| 216 | 11e  | Anders Huss     | Suède       | Ailier droit   |

### 1984
| No  | Tour | Nom               | Nationalité      | Position      |
| --- | ---- | ----------------- | ---------------- | ------------- |
| 17  | 1er  | Kevin Hatcher     | États-Unis       | Défenseur     |
| 34  | 2e   | Steve Leach       | États-Unis       | Ailier droit  |
| 59  | 3e   | Michal Pivoňka    | Tchécoslovaquie  | Centre        |
| 80  | 4e   | Kris King         | Canada           | Ailier gauche |
| 122 | 6e   | Vito Cramarossa   | Canada           | Ailier droit  |
| 143 | 7e   | Timo Iljina       | Finlande         | Centre        |
| 164 | 8e   | Frank Joo         | Canada           | Défenseur     |
| 185 | 9e   | Jim Thomson       | Canada           | Ailier droit  |
| 205 | 10e  | Paul Cavallini    | Canada           | Défenseur     |
| 225 | 11e  | Mikhail Tatarinov | Union soviétique | Défenseur     |
| 246 | 12e  | Per Schedrin      | Suède            | Défenseur     |

### 1985
| No  | Tour | Nom             | Nationalité | Position      |
| --- | ---- | --------------- | ----------- | ------------- |
| 19  | 1er  | Yvon Corriveau  | Canada      | Ailier gauche |
| 40  | 2e   | John Druce      | Canada      | Ailier droit  |
| 61  | 3e   | Rob Murray      | Canada      | Centre        |
| 82  | 4e   | Bill Houlder    | Canada      | Défenseur     |
| 83  | 4e   | Larry Shaw      | Canada      | Défenseur     |
| 103 | 5e   | Claude Dumas    | Canada      | Centre        |
| 124 | 6e   | Doug Stromback  | États-Unis  | Ailier droit  |
| 145 | 7e   | Jamie Nadjiwan  | Canada      | Ailier gauche |
| 166 | 8e   | Mark Haarmann   | Canada      | Défenseur     |
| 187 | 9e   | Steve Hollett   | Canada      | Ailier gauche |
| 208 | 10e  | Dallas Eakins   | États-Unis  | Défenseur     |
| 229 | 11e  | Steve Hrynewich | Canada      | Centre        |
| 250 | 12e  | Frank Di Muzio  | Canada      | Centre        |

### 1986
| No  | Tour | Nom            | Nationalité | Position       |
| --- | ---- | -------------- | ----------- | -------------- |
| 19  | 1er  | Jeff Greenlaw  | Canada      | Ailier gauche  |
| 40  | 2e   | Steve Seftel   | Canada      | Ailier gauche  |
| 60  | 3e   | Shawn Simpson  | Canada      | Gardien de but |
| 61  | 3e   | Jim Hrivnak    | Canada      | Gardien de but |
| 82  | 4e   | Erin Ginnell   | Canada      | Centre         |
| 103 | 5e   | John Purves    | Canada      | Ailier droit   |
| 124 | 6e   | Stefan Nilsson | Suède       | Centre         |
| 145 | 7e   | Peter Choma    | Canada      | Ailier droit   |
| 166 | 8e   | Lee Davidson   | Canada      | Centre         |
| 187 | 9e   | Tero Toivola   | Finlande    | Ailier droit   |
| 208 | 10e  | Bob Babcock    | Canada      | Défenseur      |
| 229 | 11e  | John Schratz   | Canada      | Défenseur      |
| 250 | 12e  | Scott McCrory  | Canada      | Centre         |
| 23  | R.S  | Steve Cousins  | Canada      | Défenseur      |

### 1987
| No  | Tour | Nom                   | Nationalité     | Position      |
| --- | ---- | --------------------- | --------------- | ------------- |
| 36  | 2e   | Jeff Ballantyne       | Canada          | Défenseur     |
| 57  | 3e   | Steve Maltais         | Canada          | Ailier gauche |
| 78  | 4e   | Tyler Larter          | Canada          | Centre        |
| 99  | 5e   | Pat Beauchesne        | Canada          | Défenseur     |
| 120 | 6e   | Richard DeFreitas     | États-Unis      | Défenseur     |
| 141 | 7e   | Devon Oleniuk         | Canada          | Défenseur     |
| 162 | 8e   | Thomas Sjögren        | Suède           | Défenseur     |
| 204 | 10e  | Christopher Clarke    | Canada          | Défenseur     |
| 225 | 11e  | Milos Vanik           | Tchécoslovaquie | Centre        |
| 240 | 12e  | Daniel Brettschneider | États-Unis      | Ailier droit  |
| 246 | 12e  | Ryan Kummu            | Canada          | Défenseur     |
| 19  | R.S  | Mark Anderson         | États-Unis      | Ailier gauche |

### 1988
| No  | Tour | Nom                | Nationalité     | Position       |
| --- | ---- | ------------------ | --------------- | -------------- |
| 15  | 1er  | Réginald Savage    | Canada          | Centre         |
| 36  | 2e   | Tim Taylor         | Canada          | Centre         |
| 41  | 2e   | Wade Bartley       | Canada          | Défenseur      |
| 57  | 3e   | Duane Derksen      | Canada          | Gardien de but |
| 78  | 4e   | Robert Krauss      | Canada          | Défenseur      |
| 120 | 6e   | Dmitri Khristich   | Ukraine         | Ailier droit   |
| 141 | 7e   | Keith Jones        | Canada          | Ailier droit   |
| 144 | 7e   | Brad Schlegel      | Canada          | Défenseur      |
| 162 | 8e   | Todd Hilditch      | Canada          | Défenseur      |
| 183 | 9e   | Petr Pavlas        | Tchécoslovaquie | Défenseur      |
| 192 | 10e  | Mark Sorensen      | Canada          | Défenseur      |
| 204 | 10e  | Claudio Scremin    | Canada          | Défenseur      |
| 225 | 11e  | Christopher Venkus | États-Unis      | Ailier droit   |
| 246 | 12e  | Ronald Pascucci    | États-Unis      | Défenseur      |
| 20  | R.S  | Harry Mews         | Canada          | Attaquant      |

### 1989
| No  | Tour  | Nom            | Nationalité          | Position       |
| --- | ----- | -------------- | -------------------- | -------------- |
| 19  | 1er   | Olaf Kölzig    | Allemagne de l'Ouest | Gardien de but |
| 35  | 2e    | Byron Dafoe    | Royaume-Uni          | Gardien de but |
| 59  | 3e    | Jim Mathieson  | Canada               | Défenseur      |
| 61  | 3e    | Jason Woolley  | Canada               | Défenseur      |
| 82  | 4e    | Trent Klatt    | États-Unis           | Ailier droit   |
| 145 | 7e    | David Lorentz  | Canada               | Ailier gauche  |
| 166 | 8e    | Dean Holoien   | Canada               | Ailier droit   |
| 187 | 9e    | Victor Gervais | Canada               | Centre         |
| 208 | 10e   | Jiří Vykoukal  | Tchécoslovaquie      | Défenseur      |
| 229 | 11e   | Andreï Sidorov | Union soviétique     | Ailier droit   |
| 250 | 12e   | Ken House      | Canada               | Centre         |
| 24  | Suppl | Karl Clauss    | États-Unis           | Défenseur      |

### 1990
| No  | Tour | Nom             | Nationalité      | Position      |
| --- | ---- | --------------- | ---------------- | ------------- |
| 9   | 1er  | John Slaney     | Canada           | Défenseur     |
| 30  | 2e   | Rod Pasma       | Canada           | Défenseur     |
| 51  | 3e   | Chris Longo     | Canada           | Ailier gauche |
| 72  | 4e   | Randy Pearce    | Canada           | Ailier gauche |
| 93  | 5e   | Brian Sakic     | Canada           | Ailier gauche |
| 94  | 5e   | Mark Ouimet     | Canada           | Centre        |
| 114 | 6e   | Andrei Kovalyov | Union soviétique | Ailier droit  |
| 135 | 7e   | Roman Kontsek   | Tchécoslovaquie  | Ailier droit  |
| 156 | 8e   | Peter Bondra    | Ukraine          | Ailier droit  |
| 159 | 8e   | Steve Martell   | Canada           | Ailier droit  |
| 177 | 9e   | Ken Klee        | États-Unis       | Défenseur     |
| 198 | 10e  | Michael Boback  | États-Unis       | Centre        |
| 219 | 11e  | Alan Brown      | Canada           | Défenseur     |
| 240 | 12e  | Todd Hlushko    | Canada           | Ailier gauche |
| 13  | R.S  | Martin Jiranek  | Canada           | Centre        |

### 1991
| No  | Tour | Nom               | Nationalité | Position      |
| --- | ---- | ----------------- | ----------- | ------------- |
| 14  | 1er  | Pat Peake         | États-Unis  | Centre        |
| 21  | 1er  | Trevor Halverson  | Canada      | Ailier droit  |
| 25  | 2e   | Éric Lavigne      | Canada      | Défenseur     |
| 36  | 2e   | Jeff Nelson       | Canada      | Centre        |
| 58  | 3e   | Steve Konowalchuk | États-Unis  | Ailier gauche |
| 80  | 4e   | Justin Morrison   | Canada      | Centre        |
| 146 | 7e   | Dave Morissette   | Canada      | Ailier gauche |
| 168 | 8e   | Rick Corriveau    | Canada      | Défenseur     |
| 190 | 9e   | Trevor Duhaime    | Canada      | Ailier droit  |
| 209 | 10e  | Rob Leask         | Canada      | Défenseur     |
| 212 | 10e  | Carl Leblanc      | Canada      | Défenseur     |
| 234 | 11e  | Rob Puchniak      | Canada      | Défenseur     |
| 256 | 12e  | Bill Kovacs       | Canada      | Ailier gauche |
| 20  | R.S  | Mike Brewer       | Canada      | Attaquant     |

### 1992
| No  | Tour | Nom                  | Nationalité | Position       |
| --- | ---- | -------------------- | ----------- | -------------- |
| 14  | 1er  | Sergueï Gontchar     | Russie      | Défenseur      |
| 32  | 2e   | Jim Carey            | États-Unis  | Gardien de but |
| 53  | 3e   | Stefan Ustorf        | Allemagne   | Ailier gauche  |
| 71  | 3e   | Martin Gendron       | Canada      | Ailier droit   |
| 119 | 5e   | John Varga           | États-Unis  | Ailier gauche  |
| 167 | 7e   | Mark Matier          | Canada      | Défenseur      |
| 191 | 8e   | Mike Mathers         | Canada      | Ailier gauche  |
| 215 | 9e   | Brian Stagg          | Canada      | Ailier droit   |
| 239 | 10e  | Gregory Callahan     | États-Unis  | Défenseur      |
| 263 | 11e  | Billy Joe MacPherson | Canada      | Ailier gauche  |

### 1993
| No  | Tour | Nom                | Nationalité | Position       |
| --- | ---- | ------------------ | ----------- | -------------- |
| 11  | 1er  | Brendan Witt       | Canada      | Défenseur      |
| 17  | 1er  | Jason Allison      | Canada      | Centre         |
| 69  | 3e   | Patrick Boileau    | Canada      | Défenseur      |
| 147 | 6e   | Frank Banham       | Canada      | Ailier droit   |
| 173 | 7e   | Daniel Hendrickson | États-Unis  | Ailier droit   |
| 174 | 7e   | Andrew Brunette    | Canada      | Ailier gauche  |
| 199 | 8e   | Joel Poirier       | Canada      | Ailier gauche  |
| 225 | 9e   | Jason Gladney      | Canada      | Défenseur      |
| 251 | 10e  | Marc Seliger       | Allemagne   | Gardien de but |
| 277 | 11e  | Dany Bousquet      | Canada      | Centre         |

### 1994
| No  | Tour | Nom                 | Nationalité | Position      |
| --- | ---- | ------------------- | ----------- | ------------- |
| 10  | 1er  | Nolan Baumgartner   | Canada      | Défenseur     |
| 15  | 1er  | Aleksandr Kharlamov | Russie      | Ailier droit  |
| 41  | 2e   | Scott Cherrey       | Canada      | Ailier gauche |
| 93  | 4e   | Matthew Herr        | États-Unis  | Centre        |
| 119 | 5e   | Yanick Jean         | Canada      | Défenseur     |
| 145 | 6e   | Dimitri Mekeshkin   | Russie      | Défenseur     |
| 171 | 7e   | Daniel Reja         | Canada      | Centre        |
| 197 | 8e   | Chris Patrick       | États-Unis  | Ailier gauche |
| 223 | 9e   | John Tuohy          | États-Unis  | Défenseur     |
| 249 | 10e  | Richard Zednik      | Slovaquie   | Ailier droit  |
| 275 | 11e  | Sergueï Tertycshny  | Russie      | Défenseur     |

### 1995
| No  | Tour | Nom                   | Nationalité | Position       |
| --- | ---- | --------------------- | ----------- | -------------- |
| 17  | 1er  | Brad Church           | Canada      | Ailier gauche  |
| 23  | 1er  | Miika Elomo           | Finlande    | Centre         |
| 43  | 2e   | Dwayne Hay            | Canada      | Ailier gauche  |
| 93  | 4e   | Sébastien Charpentier | Canada      | Gardien de but |
| 95  | 4e   | Joël Thériault        | Canada      | Défenseur      |
| 105 | 5e   | Benoît Gratton        | Canada      | Centre         |
| 124 | 5e   | Joel Cort             | Canada      | Défenseur      |
| 147 | 6e   | Frédérick Jobin       | Canada      | Défenseur      |
| 199 | 8e   | Vassili Tourkovski    | Russie      | Défenseur      |
| 225 | 9e   | Scott Swanson         | États-Unis  | Défenseur      |

### 1996
| No  | Tour | Nom                 | Nationalité        | Position       |
| --- | ---- | ------------------- | ------------------ | -------------- |
| 4   | 1er  | Aleksandr Volchkov  | Russie             | Ailier gauche  |
| 17  | 1er  | Jaroslav Svejkovsky | République tchèque | Ailier droit   |
| 43  | 2e   | Jan Bulis           | République Tchèque | Centre         |
| 58  | 3e   | Sergueï Zimakov     | Russie             | Défenseur      |
| 74  | 3e   | Dave Weninger       | Canada             | Gardien de but |
| 78  | 3e   | Shawn McNeil        | Canada             | Centre         |
| 85  | 4e   | Justin Davis        | Canada             | Ailier droit   |
| 126 | 5e   | Matthew Lahey       | Canada             | Ailier gauche  |
| 153 | 6e   | Andrew Van Bruggen  | États-Unis         | Ailier droit   |
| 180 | 7e   | Michael Anderson    | États-Unis         | Ailier droit   |
| 206 | 8e   | Oleg Orekhovski     | Russie             | Défenseur      |
| 232 | 9e   | Chad Cavanagh       | Canada             | Ailier gauche  |

### 1997
| No  | Tour | Nom                  | Nationalité | Position       |
| --- | ---- | -------------------- | ----------- | -------------- |
| 9   | 1er  | Nick Boynton         | Canada      | Défenseur      |
| 35  | 2e   | Jean-François Fortin | Canada      | Défenseur      |
| 89  | 4e   | Curtis Cruickshank   | Canada      | Gardien de but |
| 116 | 5e   | Kevin Caulfield      | États-Unis  | Ailier droit   |
| 143 | 6e   | Henrik Petre         | Suède       | Défenseur      |
| 200 | 8e   | Pierre-Luc Therrien  | Canada      | Gardien de but |
| 226 | 9e   | Matt Oikawa          | Canada      | Ailier droit   |

### 1998
| No  | Tour | Nom             | Nationalité | Position       |
| --- | ---- | --------------- | ----------- | -------------- |
| 49  | 2e   | Jomar Cruz      | Canada      | Gardien de but |
| 59  | 3e   | Todd Hornung    | Canada      | Centre         |
| 106 | 4e   | Krys Barch      | Canada      | Ailier droit   |
| 107 | 4e   | Chris Corrinet  | États-Unis  | Ailier droit   |
| 118 | 5e   | Mike Siklenka   | Canada      | Ailier droit   |
| 125 | 5e   | Erik Wendell    | États-Unis  | Centre         |
| 179 | 7e   | Nathan Forster  | Canada      | Défenseur      |
| 193 | 7e   | Rastislav Stana | Slovaquie   | Gardien de but |
| 220 | 8e   | Michael Farrell | États-Unis  | Ailier droit   |
| 251 | 9e   | Blake Evans     | Canada      | Centre         |

### 1999
| No  | Tour | Nom              | Nationalité        | Position     |
| --- | ---- | ---------------- | ------------------ | ------------ |
| 7   | 1er  | Kris Beech       | Canada             | Centre       |
| 29  | 2e   | Michal Sivek     | République tchèque | Centre       |
| 31  | 2e   | Charlie Stephens | Canada             | Centre       |
| 34  | 2e   | Ross Lupaschuk   | Canada             | Défenseur    |
| 37  | 2e   | Nolan Yonkman    | Canada             | Défenseur    |
| 132 | 5e   | Roman Tvrdon     | Slovaquie          | Centre       |
| 175 | 6e   | Kyle Clark       | États-Unis         | Ailier droit |
| 192 | 7e   | David Johansson  | Suède              | Défenseur    |
| 219 | 8e   | Maxim Orlov      | Russie             | Centre       |
| 249 | 9e   | Igor Shchadilov  | Russie             | Défenseur    |

### 2000
| No  | Tour | Nom              | Nationalité        | Position      |
| --- | ---- | ---------------- | ------------------ | ------------- |
| 26  | 1er  | Brian Sutherby   | Canada             | Centre        |
| 43  | 2e   | Matt Pettinger   | Canada             | Ailier gauche |
| 61  | 2e   | Jakub Čutta      | République tchèque | Défenseur     |
| 121 | 4e   | Ryan Van Buskirk | Canada             | Défenseur     |
| 163 | 5e   | Ivan Nepriaïev   | Russie             | Centre        |
| 289 | 9e   | Björn Nord       | Suède              | Défenseur     |

### 2001
| No  | Tour | Nom              | Nationalité        | Position       |
| --- | ---- | ---------------- | ------------------ | -------------- |
| 58  | 2e   | Nathan Paetsch   | Canada             | Défenseur      |
| 90  | 3e   | Owen Fussey      | Canada             | Ailier droit   |
| 125 | 4e   | Jeff Lucky       | Canada             | Ailier droit   |
| 160 | 5e   | Artiom Ternavski | Russie             | Défenseur      |
| 191 | 6e   | Zbyněk Novák     | République tchèque | Attaquant      |
| 221 | 7e   | Johnny Oduya     | Suède              | Défenseur      |
| 249 | 8e   | Matt Maglione    | États-Unis         | Défenseur      |
| 254 | 8e   | Peter Polčík     | Slovaquie          | Ailier gauche  |
| 275 | 9e   | Robert Müller    | Allemagne          | Gardien de but |
| 284 | 9e   | Viktor Hübl      | République Tchèque | Attaquant      |

### 2002
| No  | Tour | Nom                | Nationalité        | Position       |
| --- | ---- | ------------------ | ------------------ | -------------- |
| 12  | 1er  | Steve Eminger      | Canada             | Défenseur      |
| 13  | 1er  | Aleksandr Siomine  | Russie             | Ailier gauche  |
| 17  | 1er  | Boyd Gordon        | Canada             | Ailier droit   |
| 59  | 2e   | Maxime Daigneault  | Canada             | Gardien de but |
| 77  | 3e   | Patrick Wellar     | Canada             | Défenseur      |
| 92  | 3e   | Derek Krestanovich | Canada             | Centre         |
| 109 | 4e   | Jevon Desautels    | Canada             | Ailier gauche  |
| 118 | 4e   | Petr Dvorak        | République tchèque | Centre         |
| 145 | 5e   | Robert Gherson     | Canada             | Gardien de but |
| 179 | 6e   | Marian Havel       | République Tchèque | Attaquant      |
| 209 | 7e   | Joni Lindlöf       | Finlande           | Attaquant      |
| 242 | 8e   | Igor Ignatouchkine | Russie             | Attaquant      |
| 272 | 9e   | Patric Blomdahl    | Suède              | Attaquant      |

### 2003
| No  | Tour | Nom            | Nationalité | Position      |
| --- | ---- | -------------- | ----------- | ------------- |
| 18  | 1er  | Eric Fehr      | Canada      | Ailier droit  |
| 83  | 3e   | Stephen Werner | États-Unis  | Ailier droit  |
| 109 | 4e   | Andreas Valdix | Suède       | Ailier gauche |
| 155 | 5e   | Josh Robertson | États-Unis  | Centre        |
| 249 | 8e   | Andrew Joudrey | Canada      | Centre        |
| 279 | 9e   | Mark Olafson   | Canada      | Ailier droit  |

### 2004
| No  | Tour | Nom                  | Nationalité | Position       |
| --- | ---- | -------------------- | ----------- | -------------- |
| 1   | 1er  | Aleksandr Ovetchkine | Russie      | Ailier gauche  |
| 27  | 1er  | Jeff Schultz         | Canada      | Défenseur      |
| 29  | 1er  | Michael Green        | Canada      | Défenseur      |
| 33  | 2e   | Christopher Bourque  | États-Unis  | Centre         |
| 62  | 2e   | Mikhaïl Iounkov      | Russie      | Attaquant      |
| 66  | 3e   | Sami Lepistö         | Finlande    | Défenseur      |
| 88  | 3e   | Clayton Barthel      | Allemagne   | Défenseur      |
| 132 | 5e   | Oscar Hedman         | Suède       | Défenseur      |
| 138 | 5e   | Pasi Salonen         | Finlande    | Attaquant      |
| 166 | 6e   | Peter Guggisberg     | Suisse      | Attaquant      |
| 197 | 7e   | Andrew Gordon        | Canada      | Ailier droit   |
| 230 | 8e   | Justin Mrazek        | Canada      | Gardien de but |
| 263 | 9e   | Travis Morin         | États-Unis  | Centre         |

### 2005
| No  | Tour | Nom             | Nationalité | Position       |
| --- | ---- | --------------- | ----------- | -------------- |
| 14  | 1er  | Sasha Pokulok   | Canada      | Défenseur      |
| 27  | 1er  | Joe Finley      | États-Unis  | Défenseur      |
| 109 | 4e   | Andrew Thomas   | États-Unis  | Défenseur      |
| 118 | 4e   | Patrick McNeill | Canada      | Défenseur      |
| 143 | 5e   | Daren Machesney | Canada      | Gardien de but |
| 181 | 6e   | Tim Kennedy     | États-Unis  | Ailier gauche  |
| 209 | 7e   | Viktor Dovgan   | Russie      | Défenseur      |

### 2006
| No  | Tour | Nom               | Nationalité        | Position       |
| --- | ---- | ----------------- | ------------------ | -------------- |
| 4   | 1er  | Nicklas Backstrom | Suède              | Centre         |
| 23  | 1er  | Semion Varlamov   | Russie             | Gardien de but |
| 34  | 2e   | Michal Neuvirth   | République tchèque | Gardien de but |
| 35  | 2e   | François Bouchard | Canada             | Ailier droit   |
| 52  | 2e   | Keith Seabrook    | Canada             | Défenseur      |
| 97  | 4e   | Oskar Osala       | Finlande           | Ailier gauche  |
| 122 | 4e   | Luke Lynes        | États-Unis         | Attaquant      |
| 127 | 5e   | Maxime Lacroix    | Canada             | Ailier gauche  |
| 157 | 6e   | Brent Gwidt       | États-Unis         | Centre         |
| 177 | 6e   | Mathieu Perreault | Canada             | Centre         |

### 2007
| No  | Tour | Nom             | Nationalité | Position       |
| --- | ---- | --------------- | ----------- | -------------- |
| 5   | 1er  | Karl Alzner     | Canada      | Défenseur      |
| 34  | 2e   | Josh Godfrey    | Canada      | Défenseur      |
| 46  | 2e   | Theo Ruth       | États-Unis  | Défenseur      |
| 84  | 3e   | Phil Desimone   | États-Unis  | Centre         |
| 108 | 4e   | Brett Bruneteau | États-Unis  | Centre         |
| 125 | 5e   | Brett Leffler   | Canada      | Ailier droit   |
| 154 | 6e   | Dan Dunn        | Canada      | Gardien de but |
| 180 | 6e   | Justin Taylor   | Canada      | Centre         |
| 185 | 7e   | Nick Larson     | États-Unis  | Centre         |
| 199 | 7e   | Andrew Glass    | États-Unis  | Ailier gauche  |

### 2008
| No  | Tour | Nom                 | Nationalité | Position       |
| --- | ---- | ------------------- | ----------- | -------------- |
| 21  | 1er  | Anton Gustafsson    | Suède       | Centre         |
| 27  | 1er  | John Carlson        | États-Unis  | Défenseur      |
| 57  | 2e   | Eric Mestery        | Canada      | Défenseur      |
| 58  | 2e   | Dmitri Kougrychev   | Russie      | Ailier droit   |
| 93  | 4e   | Braden Holtby       | Canada      | Gardien de but |
| 144 | 5e   | Joel Broda          | Canada      | Centre         |
| 174 | 6e   | Greg Burke          | États-Unis  | Ailier gauche  |
| 204 | 7e   | Stefan Della Rovere | Canada      | Ailier gauche  |

### 2009
| No  | Tour | Nom               | Nationalité | Position      |
| --- | ---- | ----------------- | ----------- | ------------- |
| 24  | 1er  | Marcus Johansson  | Suède       | Centre        |
| 55  | 2e   | Dmitry Orlov      | Russie      | Défenseur     |
| 85  | 3e   | Cody Eakin        | Canada      | Centre        |
| 115 | 4e   | Patrick Wey       | États-Unis  | Défenseur     |
| 145 | 5e   | Brett Flemming    | Canada      | Défenseur     |
| 175 | 6e   | Garrett Mitchell  | Canada      | Ailier droit  |
| 205 | 7e   | Benjamin Casavant | Canada      | Ailier gauche |

### 2010
| No  | Tour | Nom                 | Nationalité | Position       |
| --- | ---- | ------------------- | ----------- | -------------- |
| 26  | 1er  | Ievgueni Kouznetsov | Russie      | Centre         |
| 86  | 3e   | Stanislav Galiev    | Russie      | Ailier droit   |
| 112 | 4e   | Philipp Grubauer    | Allemagne   | Gardien de but |
| 142 | 5e   | Caleb Herbert       | États-Unis  | Centre         |
| 176 | 6e   | Samuel Carrier      | Canada      | Défenseur      |

### 2011
| No  | Tour | Nom            | Nationalité | Position       |
| --- | ---- | -------------- | ----------- | -------------- |
| 117 | 4e   | Steffen Søberg | Norvège     | Gardien de but |
| 147 | 5e   | Patrick Koudys | Canada      | Défenseur      |
| 177 | 6e   | Travis Boyd    | États-Unis  | Centre         |
| 207 | 7e   | Garrett Haar   | États-Unis  | Défenseur      |

### 2012
| No  | Tour | Nom                 | Nationalité | Position       |
| --- | ---- | ------------------- | ----------- | -------------- |
| 11  | 1er  | Filip Forsberg      | Suède       | Centre         |
| 16  | 1er  | Tom Wilson          | Canada      | Ailier droit   |
| 77  | 3e   | Chandler Stephenson | Canada      | Centre         |
| 100 | 4e   | Thomas Di Pauli     | États-Unis  | Centre         |
| 107 | 4e   | Austin Wuthrich     | États-Unis  | Ailier droit   |
| 137 | 5e   | Connor Carrick      | États-Unis  | Défenseur      |
| 167 | 6e   | Riley Barber        | États-Unis  | Ailier droit   |
| 195 | 7e   | Christian Djoos     | Suède       | Défenseur      |
| 197 | 7e   | Jaynen Rissling     | Canada      | Défenseur      |
| 203 | 7e   | Sergueï Kostenko    | Russie      | Gardien de but |

### 2013
| No  | Tour | Nom              | Nationalité | Position      |
| --- | ---- | ---------------- | ----------- | ------------- |
| 23  | 1er  | André Burakovsky | Autriche    | Ailier gauche |
| 53  | 2e   | Madison Bowey    | Canada      | Défenseur     |
| 61  | 2e   | Zach Sanford     | États-Unis  | Ailier gauche |
| 144 | 5e   | Blake Heinrich   | États-Unis  | Défenseur     |
| 174 | 6e   | Brian Pinho      | États-Unis  | Centre        |
| 204 | 7e   | Tyler Lewington  | Canada      | Défenseur     |

### 2014
| No  | Tour | Nom            | Nationalité        | Position       |
| --- | ---- | -------------- | ------------------ | -------------- |
| 13  | 1er  | Jakub Vrána    | République tchèque | Ailier droit   |
| 39  | 2e   | Vítek Vaněček  | République Tchèque | Gardien de but |
| 89  | 3e   | Nathan Walker  | Royaume-Uni        | Ailier gauche  |
| 134 | 5e   | Shane Gersich  | États-Unis         | Centre         |
| 159 | 6e   | Steven Spinner | États-Unis         | Ailier droit   |
| 194 | 7e   | Kevin Elgestål | Suède              | Ailier droit   |

### 2015
| No  | Tour | Nom                | Nationalité | Position       |
| --- | ---- | ------------------ | ----------- | -------------- |
| 22  | 1er  | Ilya Samsonov      | Russie      | Gardien de but |
| 57  | 2e   | Jonas Siegenthaler | Suisse      | Défenseur      |
| 143 | 5e   | Connor Hobbs       | Canada      | Défenseur      |
| 173 | 6e   | Colby Williams     | Canada      | Défenseur      |

### 2016
| No  | Tour | Nom                  | Nationalité | Position      |
| --- | ---- | -------------------- | ----------- | ------------- |
| 28  | 1er  | Lucas Johansen       | Canada      | Défenseur     |
| 87  | 3e   | Garrett Pilon        | Canada      | Centre        |
| 117 | 4e   | Damien Riat          | Suisse      | Ailier gauche |
| 145 | 5e   | Beck Malenstyn       | Canada      | Ailier gauche |
| 147 | 5e   | Axel Jonsson-Fjällby | Suède       | Ailier gauche |
| 177 | 6e   | Chase Priskie        | États-Unis  | Défenseur     |
| 207 | 7e   | Dmitri Zaïtsev       | Russie      | Défenseur     |

### 2017
| No  | Tour | Nom                        | Nationalité | Position      |
| --- | ---- | -------------------------- | ----------- | ------------- |
| 120 | 4e   | Tobias Geisser             | Suisse      | Défenseur     |
| 151 | 5e   | Sebastian Walfridsson      | Suède       | Défenseur     |
| 182 | 6e   | Benton Maass               | États-Unis  | Défenseur     |
| 213 | 7e   | Kristian Roykas Marthinsen | Norvège     | Ailier gauche |

### 2018
| No  | Tour | Nom                 | Nationalité | Position       |
| --- | ---- | ------------------- | ----------- | -------------- |
| 31  | 1er  | Aleksandr Alekseïev | Russie      | Défenseur      |
| 46  | 2e   | Martin Fehérváry    | Slovaquie   | Défenseur      |
| 47  | 2e   | Kody Clark          | États-Unis  | Ailier droit   |
| 93  | 3e   | Riley Sutter        | Canada      | Ailier droit   |
| 124 | 4e   | Mitchell Gibson     | États-Unis  | Gardien de but |
| 161 | 6e   | Alex Kannok-Leipert | Canada      | Défenseur      |
| 217 | 7e   | Eric Florchuk       | Canada      | Centre         |

### 2019
| No  | Tour | Nom              | Nationalité        | Position     |
| --- | ---- | ---------------- | ------------------ | ------------ |
| 25  | 1er  | Connor McMichael | Canada             | Centre       |
| 56  | 2e   | Brett Leason     | Canada             | Ailier droit |
| 91  | 3e   | Aliakseï Protas  | Biélorussie        | Centre       |
| 153 | 5e   | Martin Hugo Haš  | République tchèque | Défenseur    |

### 2020
| No  | Tour | Nom              | Nationalité | Position       |
| --- | ---- | ---------------- | ----------- | -------------- |
| 22  | 1er  | Hendrix Lapierre | Canada      | Centre         |
| 117 | 4e   | Bogdan Trineïev  | Russie      | Ailier droit   |
| 148 | 5e   | Bear Hughes      | États-Unis  | Centre         |
| 179 | 6e   | Garin Bjorklund  | Canada      | Gardien de but |
| 211 | 7e   | Oskar Magnusson  | Suède       | Ailier gauche  |

### 2021
| No  | Tour | Nom           | Nationalité | Position       |
| --- | ---- | ------------- | ----------- | -------------- |
| 55  | 2e   | Vincent Iorio | Canada      | Défenseur      |
| 80  | 3e   | Brent Johnson | États-Unis  | Défenseur      |
| 119 | 4e   | Joaquim Lemay | Canada      | Défenseur      |
| 151 | 5e   | Haakon Hanelt | Allemagne   | Centre         |
| 176 | 6e   | Dru Krebs     | Canada      | Défenseur      |
| 183 | 6e   | Chase Clark   | États-Unis  | Gardien de but |

### 2022
| No  | Tour | Nom                  | Nationalité | Position      |
| --- | ---- | -------------------- | ----------- | ------------- |
| 20  | 1er  | Ivan Mirochnitchenko | Russie      | Ailier gauche |
| 37  | 2e   | Ryan Chesley         | États-Unis  | Défenseur     |
| 70  | 3e   | Alexander Suzdalev   | Suède       | Ailier gauche |
| 85  | 3e   | Ludwig Persson       | Suède       | Ailier gauche |
| 149 | 5e   | Jake Karabela        | Canada      | Centre        |
| 181 | 6e   | Ryan Hofer           | Canada      | Ailier droit  |
| 213 | 7e   | David Gucciardi      | Canada      | Défenseur     |